# Oum Er-Rbia
Oum Er-Rbia (arabisk: أم الربيع, "forårets mor"; Berber : وانسيفن ; Portugisisk : rio Morbeia ) er en lang vandrig flod i det centrale Marokko .
Floden er 555 km lang. Med en gennemsnitlig vandmængde på 105 m3/s, er Oum Er-Rbia den næststørste flod i Marokko efter Sebou-floden. Det har oprindelse i Mellematlas og passerer gennem byen Khénifra og ankommer ved dens mund ved Atlanterhavet ved havnen i Azemmour, der ligger på dens venstre bred. Oum Er-Rbia har seks dæmninger, hvoraf den vigtigste er Al Massira Dam. Dens vigtigste bifloder er El-Abid-floden, Tessaoute-floden, og Lakhdar-floden.
Flodens historiske kælenavn var Asif n Isaffen, der betyder "floden af floder". Ifølge lærde er flodens oprindelige Berber-navn Wansifen og blev først ændret i nyere tid, omkring det 16. eller det 17. århundrede, og en nærliggende landsby ved navn Oum Rabia kunne have påvirket denne ændring.
Oum Er-Rbia får vand fra et stort antal grundvandskilder, og området nær dens udspring kaldes "The Forty Springs", skønt det nærmere er et poetisk udtryk end et nøjagtigt antal.

## Galleri
- Vandfaldet er en af kilderne til Oum Er-Rbia, nær Khenifra
- Strukturer langs Oum Er-Rbia
- Azemmour fra Oum Er-Rbia
- Floden Oum Er-Rbia